# Legends
Legends es una empresa de gestión deportiva especializada en brindar soluciones holísticas para organizaciones y recintos de deportes y entretenimiento con sede en Nueva York (Estados Unidos).
Se fundó el 20 de octubre de 2008 como una joint venture entre Jerry Jones y Yankee Global Enterprises para gestionar el AT&T Stadium y el Yankee Stadium. Posteriormente fue creciendo y ampliando el número de estadios y equipos que gestiona, como el Estadio Santiago Bernabéu, o el Camp Nou.
La empresa también gestiona derechos de denominación, como hizo en el SoFi Stadium, que batió el récord de ingresos por ese concepto en la NFL. 
En 2021 entró en el accionariado Sixth Street Partners, que ahora comparte su propiedad con YGE Holdings, LLC (Yankee Global Enterprises) y Jones Concessions (Jerry Jones).